# Antoni Libera
Antoni Libin-Libera (ur. 19 kwietnia 1949 w Warszawie) – polski pisarz, tłumacz, reżyser teatralny, krytyk literacki, znawca twórczości Samuela Becketta. Kawaler Orderu Orła Białego.

## Życiorys
Jest synem historyka literatury Zdzisława Libery i filolog klasycznej Heleny Liberowej. W 1972 ukończył studia polonistyczne na Uniwersytecie Warszawskim, w 1984 doktoryzował się w Polskiej Akademii Nauk. Był współpracownikiem Komitetu Obrony Robotników (KOR) i Komitetu Samoobrony Społecznej „KOR” (KSS „KOR”).
W latach 1988–1993 współredagował czasopismo „Puls”, a w latach 1996–2001 był kierownikiem literackim w Teatrze Dramatycznym w Warszawie. Jest członkiem polskiego PEN Clubu i Stowarzyszenia Pisarzy Polskich oraz amerykańskiego Samuel Beckett Society.
Przełożył i wydał wszystkie utwory dramatyczne Samuela Becketta, część jego utworów pisanych prozą oraz eseje i wiersze. Za przekład jego książki Molloy i cztery nowele został uhonorowany Nagrodą „Literatury na Świecie” w 2005. Sztukami tego autora zajął się również jako reżyser, wystawiając je w Polsce i za granicą (w Wielkiej Brytanii, Irlandii i USA). Zrealizował około trzydziestu spektakli. W jego inscenizacjach występowali m.in. Tadeusz Łomnicki, Zbigniew Zapasiewicz, Maja Komorowska, Adam Ferency, Zbigniew Zamachowski i Andrzej Seweryn oraz aktorzy brytyjscy (w tym Barry McGovern i David Warrilow).
Tłumaczył również Oscara Wilde’a i tragedie Sofoklesa (m.in. Antygonę i Króla Edypa). Dokonał nowego przekładu Makbeta Williama Shakespeare’a, kanonu poezji Friedricha Hölderlina i wierszy Konstandinosa Kawafisa. Przełożył też różne libretta operowe (m.in. Śmierć w Wenecji Benjamina Brittena, Czarną maskę i Króla Ubu Krzysztofa Pendereckiego). W 1990, na zamówienie londyńskiego Royal Court Theatre, napisał jednoaktówkę Eastern Promises, która została na tej scenie wystawiona oraz opublikowana w tomie The May Days Dialogues (również w Polsce pod tytułem Czy Europa musi zginąć?).
W 1998 wydał powieść Madame, która otrzymała główną nagrodę w konkursie wydawnictwa „Znak”. W 1999 była nominowana do Nagrody Literackiej Nike, a także została wyróżniona Nagrodą im. Andrzeja Kijowskiego. W ciągu kilkunastu lat jej łączny nakład przekroczył 100 tysięcy egzemplarzy, została przełożona na około 20 języków. W 2002 znalazła się w finale irlandzkiej IMPAC Dublin Literary Award. W 2009 wydał prozę autobiograficzną Godot i jego cień. Książka ta znalazła się w finale nagrody Angelus oraz została nominowana do szwajcarskiej nagrody im. Jana Michalskiego. W 2024 został nominowany do Nagrody Literackiej im. Józefa Mackiewicza za publikację Najlepiej się nie urodzić i inne teksty prozą.
Został członkiem rady programowej kongresu Polska Wielki Projekt. Wszedł w skład komitetu wspierającego kandydaturę Karola Nawrockiego na prezydenta RP w wyborach w 2025.

## Odznaczenia, wyróżnienia i dedykacje

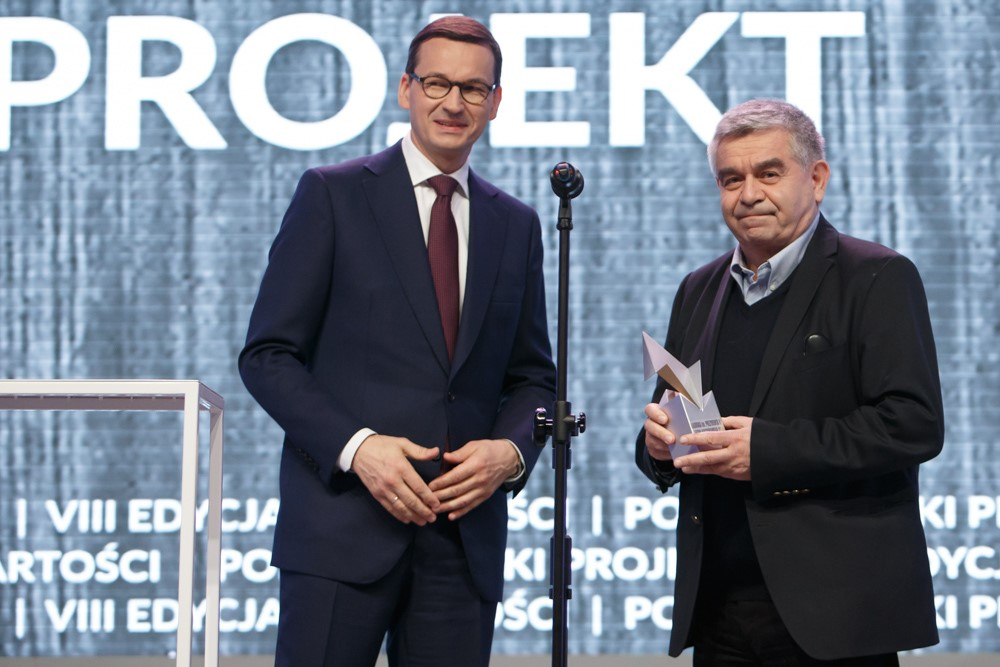
Premier Mateusz Morawiecki i Antoni Libera z Honorową Nagrodą im. Prezydenta Lecha Kaczyńskiego (2018)

W 2022, w uznaniu znamienitych zasług dla kultury polskiej, za wybitne dokonania w pracy literackiej, w szczególności za osiągnięcia translatorskie oraz dialog z europejskim dziedzictwem kulturowym, za działalność w obronie wolności słowa w PRL i zaangażowanie na rzecz suwerennej Rzeczypospolitej, prezydent Andrzej Duda odznaczył go Orderem Orła Białego.
W 2011 odznaczony przez prezydenta Bronisława Komorowskiego Krzyżem Oficerskim Orderu Odrodzenia Polski. W 2010 wyróżniony Srebrnym, a w 2018 odznaczony Złotym Medalem „Zasłużony Kulturze Gloria Artis”. W 2016 minister kultury i dziedzictwa narodowego Piotr Gliński uhonorował go Doroczną Nagrodą MKiDN w kategorii teatr. W 2018 odebrał z rąk premiera Mateusza Morawieckiego Honorową Nagrodę im. Lecha Kaczyńskiego.
W 2015 otrzymał francuski Order Sztuki i Literatury w randze oficera.
Poeta Janusz Szuber zadedykował Antoniemu Liberze tomik poezji Pan Dymiącego Zwierciadła z 1996 oraz wiersz O co w tym wszystkim chodzi?, wydany w tomikach poezji Okrągłe oko pogody z 2000 i Pianie kogutów z 2008, a także wiersz Nero, opublikowany w tomiku poezji Wpis do ksiąg wieczystych z 2009.

## Wybrane publikacje
Proza i eseistyka
- Madame (Znak, 1998)
- Błogosławieństwo Becketta i inne wyznania literackie (Sic!, 2004)
- Liryki lozańskie [w:] Pokaz prozy (WL, 2006)
- Godot i jego cień (Znak, 2009)
- Niech się panu darzy i dwie inne nowele (Więź, 2013)
- Jesteście na Ziemi, na to rady nie ma! Dialogi o dramatach Samuela Becketta (wraz z Januszem Pydą, Dominikańskie Studium Filozofii i Teologii, 2015)
- Najlepiej się nie urodzić i inne teksty prozą (PIW, 2023)

Przekłady i opracowania
- Stanisław Barańczak, Zimy i podróże. Lekcja literatury z Antonim Liberą (wybór wierszy, WL, 1997)
- Samuel Beckett, Pisma prozą (Czytelnik, 1982)
- Samuel Beckett, Dzieła dramatyczne (PIW, 1988)
- Samuel Beckett, Dramaty (Biblioteka Narodowa, Ossolineum, 1995, 1999)
- Samuel Beckett, Wierność przegranej (Znak, 1999) [eseje]
- Samuel Beckett, Dramaty (PIW, 2002)
- Samuel Beckett, Molloy i cztery nowele (Znak, 2004)
- Samuel Beckett, no właśnie co (PIW, 2010) [utwory wybrane]
- Friedrich Hölderlin, Co się ostaje, ustanawiają poeci (wiersze wybrane, wyd. I Znak, 2003; wyd. II rozszerzone słowo/obraz terytoria, 2009)
- Konstandinos Kawafis, Jeżeli do Itaki wybierasz się w podróż… (wiersze wybrane, Znak, 2011)
- Jean Baptiste Racine, Fedra (PIW, 2011)
- William Shakespeare, Makbet (z przedmową Sławomira Mrożka, Noir Sur Blanc, 2002)
- William Shakespeare, Tragedie rzymskie. Tom 1. Juliusz Cezar / Antoniusz i Kleopatra (PIW, 2021)
- William Shakespeare, Tragedie rzymskie. Tom 2. Koriolan / Tytus Andronikus (PIW, 2022)
- Sofokles, Król Edyp (PIW 2012)
- Sofokles, Filoktet (PIW 2012)
- Sofokles, Trylogia Tebańska (Sic! 2014)
- Sofokles, Tragedie. Tom 1. Król Edyp / Edyp w Kolonos / Antygona (PIW, 2018)
- Sofokles, Tragedie. Tom 2. Ajas / Filoktet / Elektra / Trachinki (PIW, 2018)
- Janusz Szpotański, Zebrane utwory poetyckie (Puls, 1990)
- Janusz Szpotański, Gnom; Caryca; Szmaciak (utwory satyryczne i fragmenty autobiografii, LTW, 2003)
- Janusz Szpotański, Bania w Paryżu (utwory satyryczne, juwenilia i przekłady, LTW 2014)
- Oscar Wilde, Dwie sceny miłosne: Salome, Tragedia florencka (PIW, 2003)